# روبرت إي. بيكسباي
روبرت إي. بيكسباي (بالإنجليزية: Robert E. Bixby)‏ هو رياضياتي أمريكي، ولد في 14 سبتمبر 1945.